# هيرمين
هيرمين (1930 - 1 يناير 2005) هي ممثلة وراقصة باليه مصرية أرمنية الأصل.

## حياتها ونشأتها
ولدت بمدينة الاسكندرية سنة 1930، وتوفيت فيها سنة 2005، وهي أرمينية الأصل، قامت بالتمثيل في بعض الأعمال الفنية، إلا أنها تميزت بالرقص وشاركت في الكثير من الأفلام بدور الراقصة، وكانت من أسرة محافظة فكان يرافقها والدها من وإلى استوديو التصوير، احترفت دراسة الباليه قبل أن تبلغ السادسة من عمرها، ونبغت في هذا الفن، ثم صارت معلمة له، ثم غزت مجال الرقص الشرقي بعد انتهاء الحرب العالمية الثانية لتطبق قواعد وروحانيات فن الباليه في رقصها الشرقي.

### زيجتها وخطيبها
أُعجب بها الفنان شكري سرحان وتزوجها في 3 يونيو عام 1959، وكانت تحكى لأصدقائها قصة زواجهما، وكيف بكى شكرى سرحان ليلة زفافهما، لأن زوجته «هيرمين» لم تحب رجلاً قبله، وكان يحبها حباً شديداً واستمر هذا الزواج لمدة عامين إلا أنه بسبب اختلاف الطباع وطريقة المعيشة بين الاثنين أدي ذلك إلى حتمية فشل الزواج، وعندما أراد أن يطلقها ظلت تبكي بحرقه شديدة وظل هو يبكي أيضاً وقام بأرسال مجموعة من كلمات الحب والغزل مع قسيمة الطلاق.
أُعجب بها المصور الأرمينى فان ليو، الذي كان المصور الوحيد في تاريخ التصوير المصرى، الذي يختار زبائنه، فلم يكن يقبل على الإطلاق أن يلتقط صورة لشخص لا ملامح ولا تعبيرات لوجهه، وكان الاستديو الخاص به في شارع قصر النيل حلما لكبار الفنانين ورجال الدولة، لكى يلتقط لهم «ليو» صوراً ساحرة.
صور «ليو» عددا كبيرا من الفنانين، وقال عن «هيرمين»: «إنها فراشة بألف جناح، ترقص فلا تثير الغرائز».

## مسيرتها
علي الرغم من قيام بالرقص في بعض الأفلام وصفت بالرقصه فهو وصف خطأ، لم تكن محترفة رقص، ولكن كانت مدرسة باليه، بدأت فنها وهي في رعيان الشباب، عملت مُدرسة للرقص الشرقي، وعملت راقصة للباليه بالإسكندرية، ثم هوت الرقص الشرقي ولاقت الإعجاب في أغلب المسارح، التي عملت فيها، وظهرت في عدد من الأفلام منها «خدعنى أبى» و«بين قلبين» و«الدنيا لما تضحك».
احترفت دراسة الباليه قبل أن تبلغ السادسة من عمرها، ونبغت في هذا الفن، ثم صارت معلمة له، ثم غزت مجال الرقص الشرقي بعد انتهاء الحرب العالمية الثانية لتطبق قواعد فن الباليه في رقصها الشرقي، فقام كبار الملحنين بعمل موسيقى أطلق عليها «رقصات هيرمين»، ودخلت مجال السينما لتشارك إسماعيل ياسين في أكبر أفلامه الاستعراضية «الدنيا لما تضحك»، ثم شاركت شادية ومديحة يسرى بطولة فيلم «بنات حواء».
استضافتها مسارح مصر مع الفنان شكوكو والمطرب الشعبى عبد العزيز محمود، وحين قامت ثورة 23 يوليو لم يجد المصريون سفيرا للفن أفضل منها، فطافت باستعراضاتها ورقصاتها البلاد العربية بدءا من العراق حتى المغرب، ونالت الاستحسان والكثير من الجوائز، حتي اعتزلت الفن فيما بعد.

## أعمالها
- عريس مراتي، 1959 - فيلم بدور (الراقصة الحسناء)
- عاشت للحب، 1959 - فيلم
- ربيع الحب، 1956 - فيلم
- جرب حظك، 1956 - فيلم
- نداء الحب، 1956 - فيلم (راقصة)
- في سبيل الحب، 1955 - فيلم (الراقصة)
- دموع في الليل، 1955 - فيلم
- السعد وعد (ماحدش واخد منها حاجة)، 1955 - فيلم
- الله معنا، 1955 - فيلم
- في صحتك، 1955 - فيلم
- كدبة أبريل، 1954 - فيلم (راقصة)
- أنا الحب، 1954 - فيلم
- بنات حواء، 1954 - فيلم
- كدت أهدم بيتي، 1954 - فيلم (راقصة في الكباريه)
- يا ظالمني، 1954 - فيلم
- العمر واحد، 1954 - فيلم
- قلوب الناس، 1954 - فيلم
- دهب، 1953 - فيلم
- بين قلبين، 1953 - فيلم
- الدنيا لما تضحك، 1953 - فيلم
- حب في الظلام، 1953 - فيلم
- غرام بثينة، 1953 - فيلم (راقصة)
- كأس العذاب، 1952 - فيلم (الراقصة)
- قدم الخير، 1952 - فيلم
- المنزل رقم 13، 1952 - فيلم
- خدعني أبي، 1951 - فيلم